# المهرجان الأوروبي للسينما الروحية
المهرجان الأوروبي للسينما الروحية (بالإنجليزية: European Spiritual Film Festival)‏ هي تظاهرة سينمائية تُعنى بجميع الأفلام المُنتجة في العالم تمس موضوعه الروحي سواء كانت روائية أو وثائقية، طويلة أو قصيرة، بما فيها الأفلام المُنجزة بالرسوم المتحركة.
يتميز المهرجان ببث الأفلام التي يتوصل بها على موقعه على الإنترنيت لمشاهدتها دون أن يتمكن أحد من تحميلها بسبب رمز خاص يمنع من ذلك. ويمتد ذلك طيلة شهر (في هذه السنة ستمتد مدة المشاهدة من 15 فبراير إلى غاية يوم 15 مارس 2012).
يحصل المهرجان على دعم مؤسسات ثقافية وفنية وإعلامية من فرنسا وخارجها من بينها المعهد الثقافي الفرنسي بمدينة فاس المغربية (وسط شمال المغرب). ومدينة فاس من أعرق المدن المغربية حيث كان يُطلق عليها سابقا العاصمة العلمية للمغرب.
واكب المعهد الفرنسي بفاس هذه التظاهرة ماديا ومعنويا وأدبيا وفنيا منذ دورتها الثانية، حيث خلق معها جسورا مثينة بتنظيمه لقاء سنوي بالمدينة المغربية طيلة يومين باكتفائه بعرض الأفلام الفائزة فقط وبالتالي فالجمهور المغربي محظوظا بمشاهدة الأفلام المُتوجه ليُناقشها مع رئيس المهرجان السينمائي «ماركو لوفو» في الدورتين السابقتين فيما حضر هذه السنة مديره الفني السينمائي المخرج باسكال كويسو.
المهرجان مفتوح في وجه كل من يرغب في المشاركة من داخل أوروبا أو خارجها

## هوامش ومصادر
1. 1 2  الجزيرة الوثائقية > المهرجان الأوروبي للسينما الروحية نسخة محفوظة 03 يوليو 2017 على موقع واي باك مشين.
2. 1 2  الموقع الرسمي > The 4th edition of the European Spiritual Film Festival (ESFF) will be held from February 15th, thru March 15th, 2011 on the festival website. نسخة محفوظة 09 مارس 2018 على موقع واي باك مشين.